# Пол Погба
Пол Погба (фр. Paul Pogba; Лањи сир Марн, 15. март 1993) јесте француски фудбалер који тренутно игра на позицији везног играча за француски клуб Монако.

## Биографија
Погба је рођен у источном предграђу Париза, а широј светској јавности постао је познат 2009. године када га је уочио Алекс Фергусон и одлучио довести на Олд Трафорд. Тада је Погба био 16-годишњи играч француског Ле Авра.
3. јула 2012, тренер Манчестер јунајтеда, Алекс Фергусон објавио је прелазак Погбе у редове италијанског Јувентуса за непознату своту новца речима да је Погба већ одавно постао играч торинског клуба.
8. августа 2016. се вратио у Манчестер Јунајтед у рекордном износу од 105 000 000 €, плус 5 000 000 € зависно од успјеха.

## Највећи успеси

### Јувентус
- Првенство Италије (4) : 2012/13, 2013/14, 2014/15, 2015/16.
- Куп Италије (2) : 2014/15, 2015/16.
- Суперкуп Италије (3) : 2012, 2013, 2015.
- Лига шампиона : финале 2014/15.

### Манчестер јунајтед
- Енглески Лига куп (1) : 2016/17.
- Лига Европе (1) : 2016/17.

### Француска до 20
- Светско првенство до 20 година (1) : 2013.

### Француска
- Светско првенство (1) : 2018.
- УЕФА Лига нација (1) : 2020/21.
- Европско првенство : финале 2016.